# Flughafen Hanamaki

i7
i11
i13
Der Flughafen Hanamaki (japanisch 花巻空港 Hanamaki Kūkō, IATA-Code: HNA, ICAO-Code: RJSI) ist ein Regionalflughafen der japanischen Stadt Hanamaki. Er liegt etwa 6 Kilometer nordöstlich des Stadtzentrums in der Präfektur Iwate. Der Flughafen Hanamaki gilt nach der japanischen Gesetzgebung als Flughafen 3. Klasse. Neben nationalen Linienverbindungen nach Nagoya, Osaka und Sapporo mit Japan Airlines gibt es unregelmäßige Charterflüge nach Taiwan.

## Flugplatzmerkmale
Der Flughafen verfügt über verschiedene Navigationshilfen.
Das Drehfunkfeuer (VOR) sendet auf Frequenz: 112,8 MHz mit der Kennung: HPE.
Ein Distance Measuring Equipment (DME) ist vorhanden.
Die Ortsmissweisung beträgt 8° West. (Stand: 2006)

## Zwischenfälle
Laut ASN ist ein Unfall in der Nähe des Flughafens bekannt.
- Am 18. April 1993 verunglückte eine McDonnell Douglas DC-9-41, vom Flughafen Nagoya kommend, auf der Landebahn. Dabei kamen keine Insassen ums Leben, das Flugzeug wurde jedoch irreparabel zerstört. Als mögliche Unfallursache wird eine Landung durch den unerfahrenen Copilot genannt.[3]